# Francisco Mendes
Francisco Mendes (Enxude, 7 febbraio 1939 – Bissau, 7 luglio 1978) è stato un politico guineense.
È stato Primo ministro della Guinea-Bissau dal settembre 1973 fino alla sua morte, avvenuta nel luglio 1978 per un incidente stradale che alcune fonti definiscono sospetto.
A lui è intitolato l'Aeroporto Internazionale Francisco Mendes di Santiago (Capo Verde).